# Byblia ilithyia
Byblia ilithyia är en fjärilsart som beskrevs av Dru Drury 1773. Byblia ilithyia ingår i släktet Byblia och familjen praktfjärilar. Inga underarter finns listade i Catalogue of Life.

## Bildgalleri

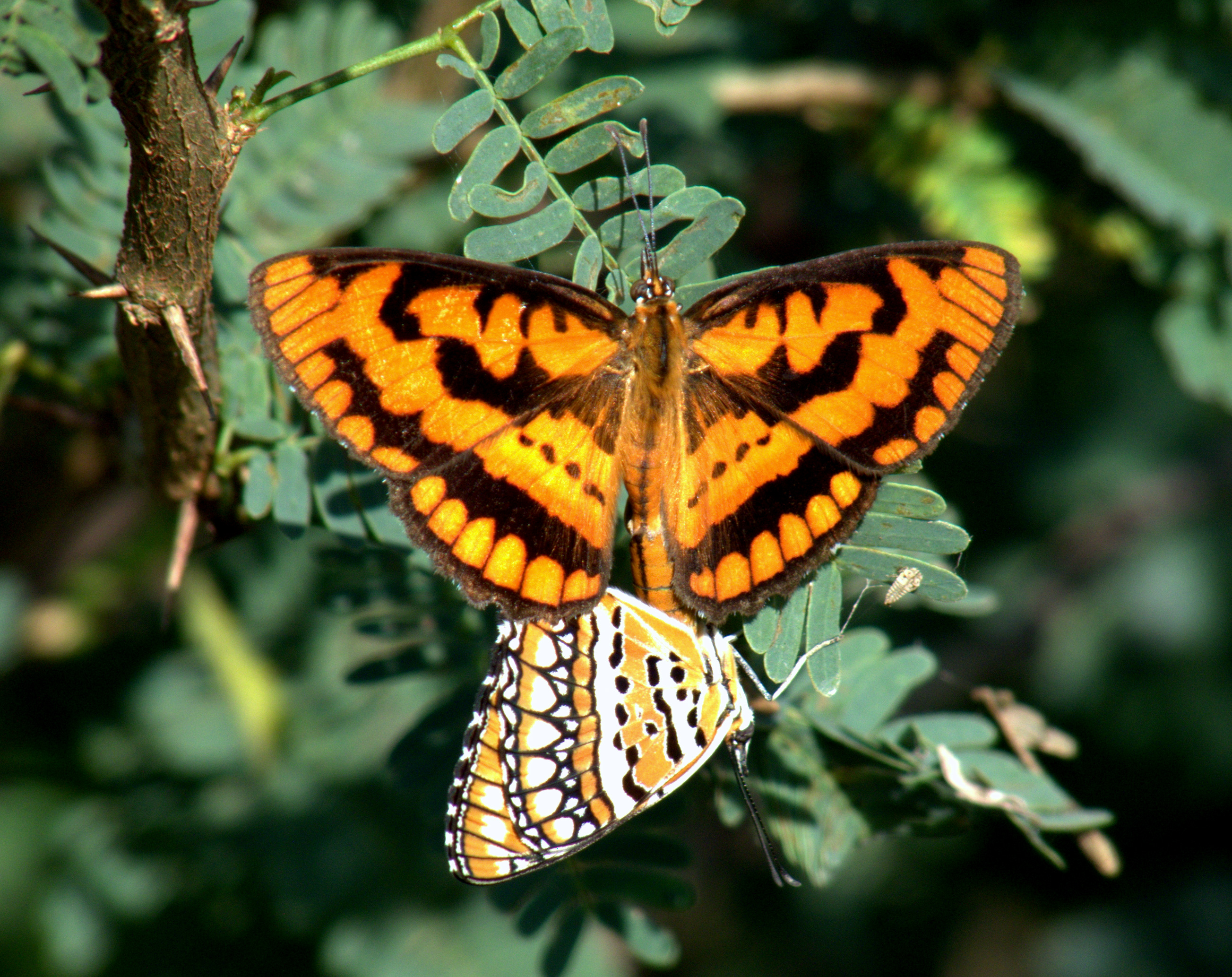
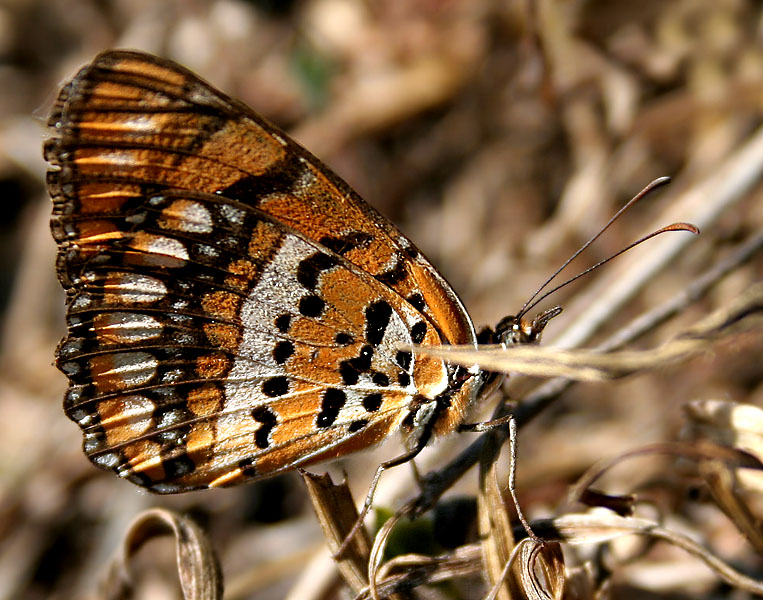
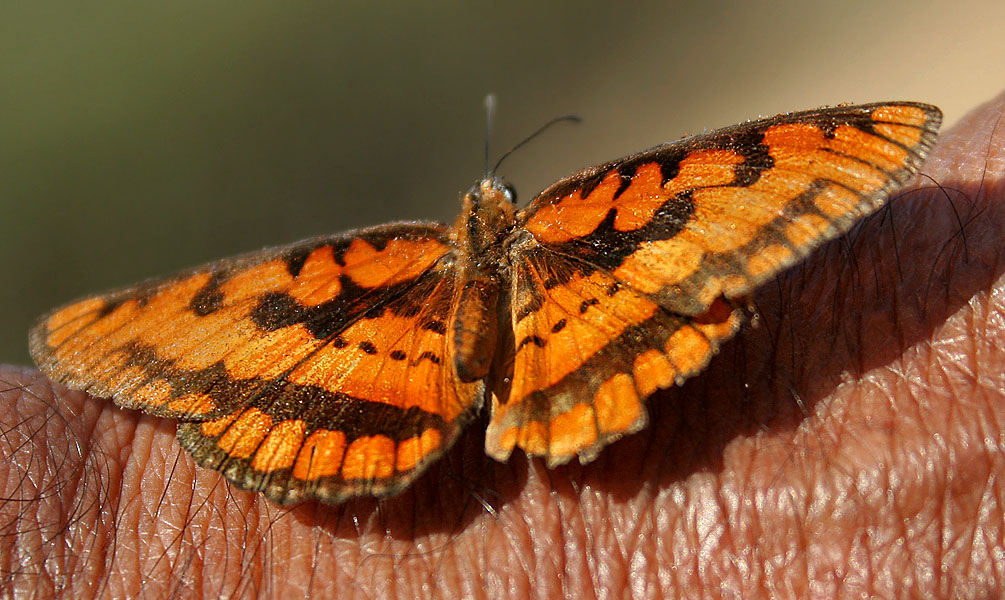